# Arbus, Pyrénées-Atlantiques
Arbus (Arbús trong tiếng Occitan) là một xã thuộc tỉnh Pyrénées-Atlantiques trong vùng Aquitaine ở tây nam nước Pháp. Xã này nằm ở khu vực có độ cao trung bình 144 mét trên mực nước biển.